# ジェシー・カペリ
ジェシー・カペリ（Jesse Capelli、 1979年5月21日 - ）は、カナダのポルノ女優。ブリティッシュコロンビア州バンクーバー出身。